# Neue Kathedrale von Salamanca

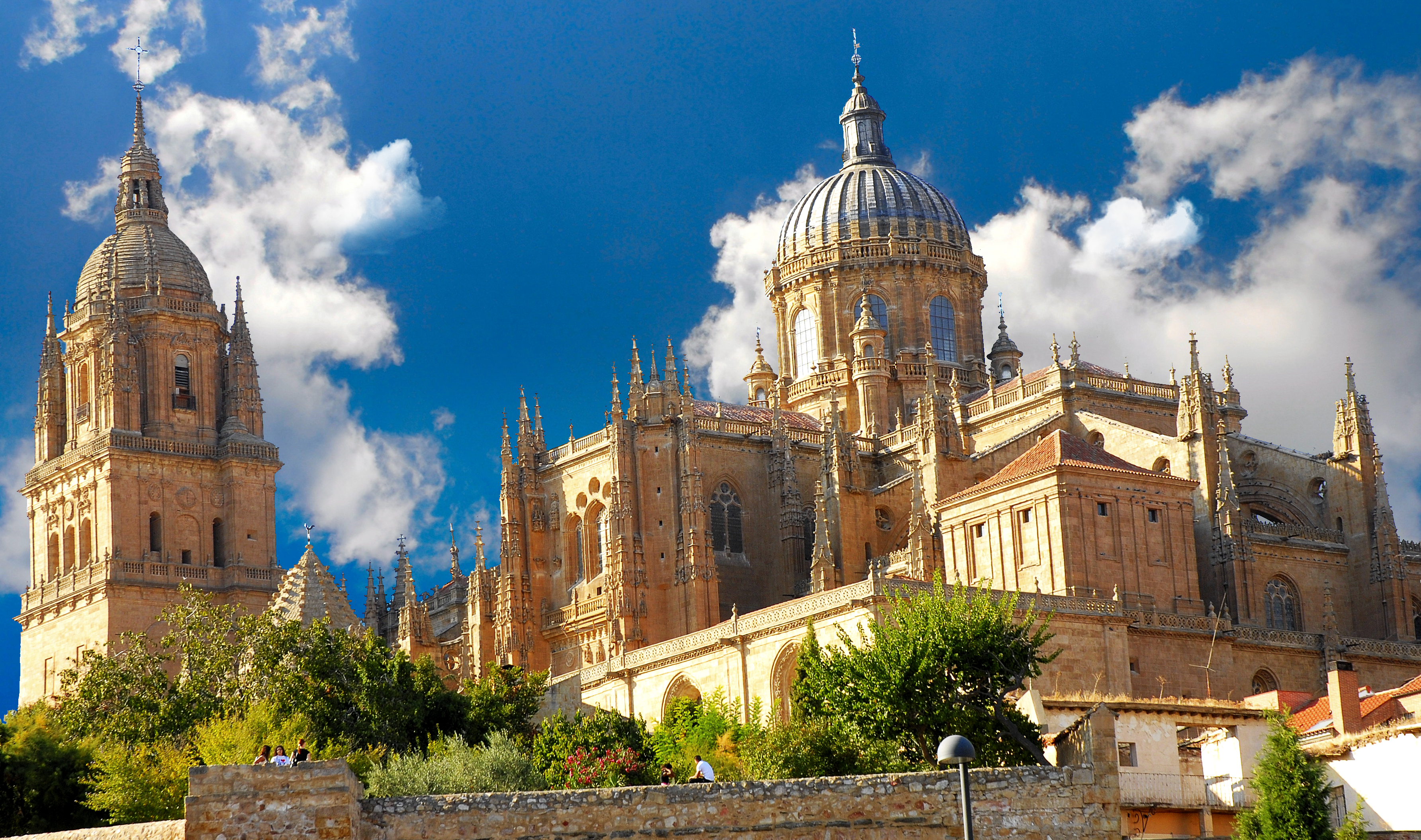
Neue Kathedrale von Salamanca; vor dem Glockenturm die Spitze des Vierungsturms der alten Kathedrale

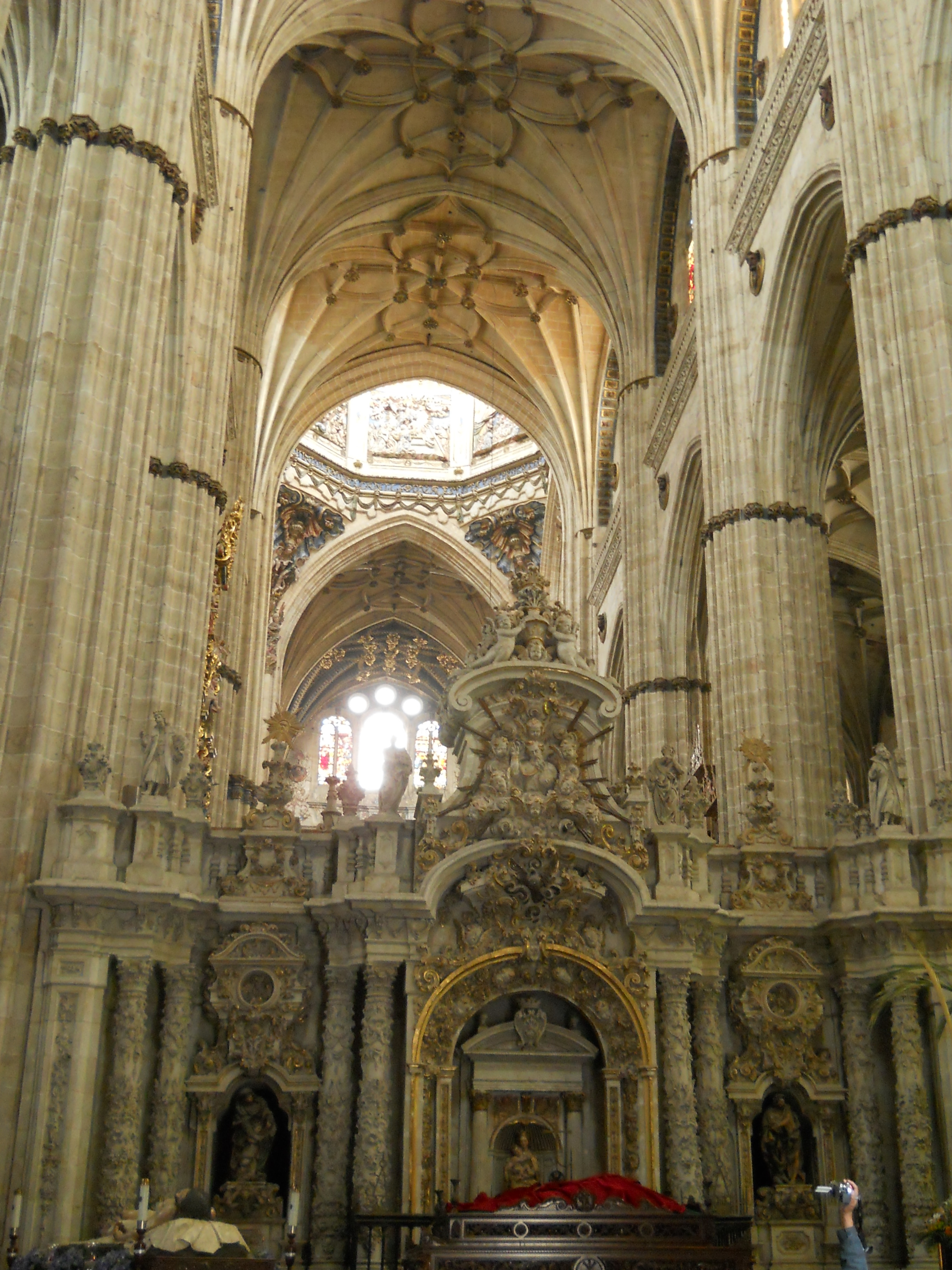
Inneres

Die neue Kathedrale von Salamanca (spanisch Catedral Nueva de Santa María del Asedio) ist zusammen mit der angrenzenden kleineren alten Kathedrale die Bischofskirche des römisch-katholischen Bistums Salamanca. Die in Formen der Nachgotik und Renaissance erbaute Basilika ist Teil der UNESCO-Welterbestätte Altstadt von Salamanca.

## Geschichte
In den Jahrhunderten nach der Reconquista wuchs die Bevölkerungszahl und der Wohlstand der Region Salamanca. Die alte romanische Kathedrale genügte den Größen- und Repräsentationsansprüchen von Bischof, Universität und Stadt schließlich nicht mehr. 1513 begann, unter starker Anteilnahme der katholischen Könige, der Bau der neuen, mit doppelter Länge, Breite und Höhe auf gewaltige Dimensionen angelegten Bischofskirche unmittelbar nördlich neben der alten. Der nördliche Querhausarm der alten Kirche wurde dafür abgetragen. Die feierliche Weihe der neuen Kathedrale fand nach langer, wechselhafter Baugeschichte erst 1733 statt. Beim Erdbeben von Lissabon 1755 stürzten die Zentralkuppel und der Glockenturm ein. Bis 1762 war der Wiederaufbau abgeschlossen.
1992 fand eine umfangreiche Renovierung statt. Dabei erhielt Steinmetz Jeronimo Garcia die Genehmigung einige zusätzliche Steinskulpturen zu schaffen; sie zeigen u. a. einen Astronauten und einen Drachen mit Kugeleis.

## Architektur
Die Kathedrale hat einen rechteckigen Grundriss, der in der Länge in fünf Langhaus-Joche, das Querhaus, drei Chor-Joche sowie eine Kapellenreihe, in der Breite in drei Schiffe und zwei Kapellenreihen gegliedert ist. Mittelschiff und Querhaus ragen kreuzförmig über die halbhohen Seitenschiffe und viertelhohen Kapellenreihen hinaus. An der Südwestecke schließt sich der hohe Glockenturm an, der zugleich zum Westbau der alten Kathedrale gehört. Über der Vierung steht auf rundem Tambour eine Kuppel mit Laterne.
Kuppel und Glockenturm sind von Renaissance und Barock geprägt, während der Unterbau mit Gewölben, Säulenbündeln und Strebewerk noch gotischen Vorbildern folgt.
Im Inneren ist das Mittelschiff in Langhaus und Chor durch halbhohe Begrenzungsmauern abgeteilt.

## Ausstattung
Die reiche Ausstattung des Kirchenraums und der 20 Kapellen ist größtenteils barock. Bemerkenswert ist neben den figurenreichen Altären das Chorgestühl.

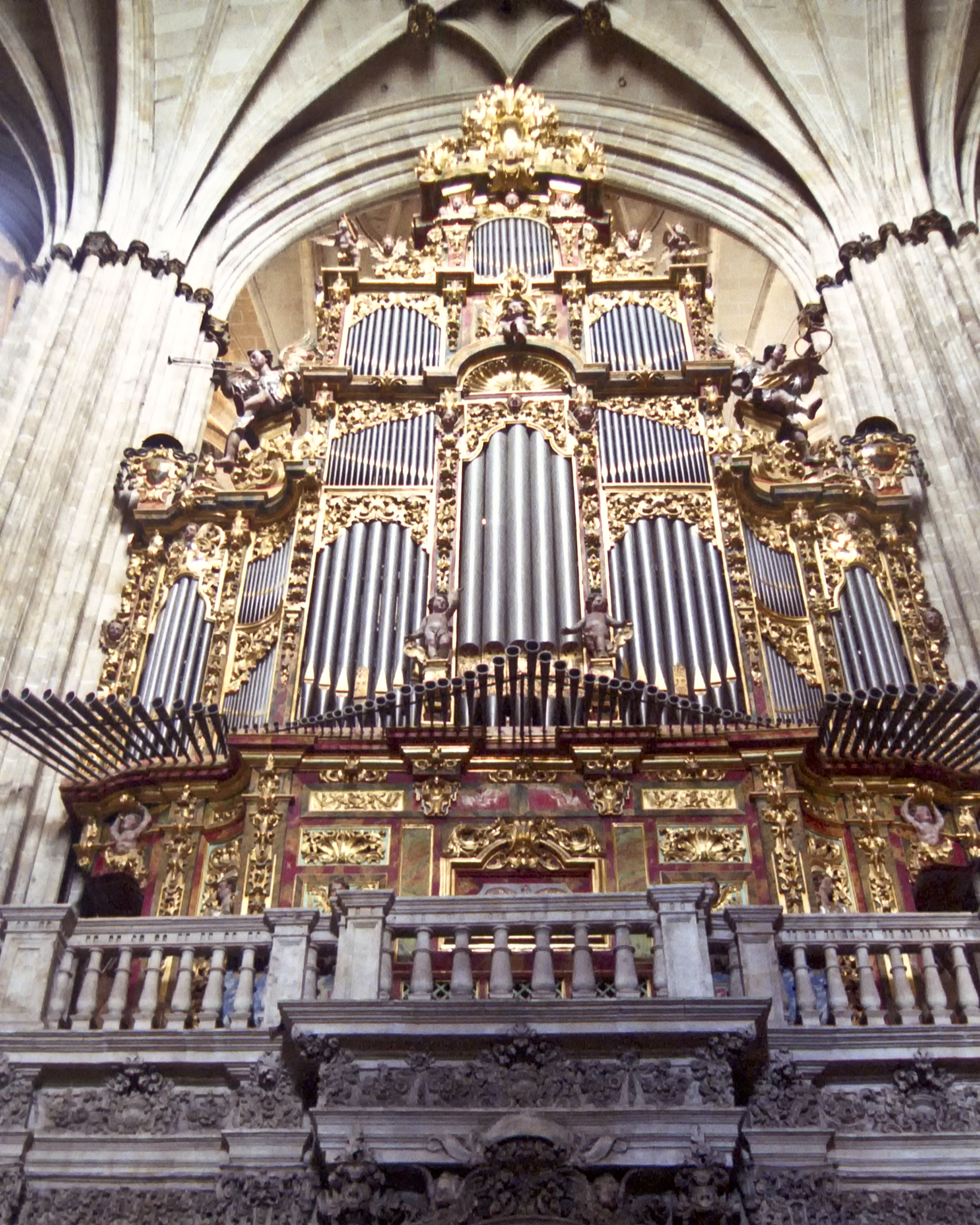
Blick auf den Orgelprospekt

Die Orgel geht zurück auf ein Instrument, welches von dem Orgelbauer Pedro Echevarría im Jahre 1744 erbaut wurde. Das Instrument wurde mehrfach, zuletzt umfassend im Jahre 2006 von dem Orgelbauer Joaquín Lois restauriert. Es gilt als eine der ältesten Orgeln seiner Zeit in Kastilien. Die Orgel hat zwei Manualwerke, deren Register nach Bassseite (Mano izquierda) und Diskantseite (Mano derecha) angeordnet sind.
| I Órgano Mayor C–   |                   |
| mano izquierda      | mano derecha      |
| Flautado de 26      | Flautado de 26    |
| Flautado de 13 1a   | Flautado de 13 1a |
| Flautado de 13 2a 0 | Flautado de 13 2a |
| Octava              | Octava            |
| Docena              | Docena            |
| Quincena            | Quincena          |
| Lleno IV            | Lleno IV          |
| Címbala IV          | Címbala IV        |
| Sobrecímbala III    | Sobrecímbala III  |
| Violón de 13        | Violón de 13      |
| Tapadillo           | Tapadillo         |

| (Órgano Mayor Fortsetzung) |                        |
| mano izquierda             | mano derecha           |
| Nasarte en 12a             | Nasarte en 12a         |
| Nasarte en 15a             | Nasarte en 15a         |
| Nasarte en 17a             | Nasarte en 17a         |
| Nasarte en 19a             | Nasarte en 19a         |
| (-)                        | Corneta VII            |
| Trompeta Real              | Trompeta Real          |
| Lengüetería de Fachada 0   | Lengüetería de Fachada |
| Trompeta de Batalla        | Trompeta de Batalla    |
| Clarín                     | Clarín 1a              |
| Bajoncillo                 | Clarín 2a              |
| Dulzaina                   | Trompeta Magna         |
| (-)                        | Dulzaina               |
| Temblante                  | Temblante              |

| II Cadireta C–   |                      |
| mano izquierda   | mano derecha         |
| Flautado de 13 0 | Flautado de 13       |
| Tapadillo        | Tapadillo            |
| Nasarte en 12a   | Nasarte en 12a       |
| Nasarte en 15a   | Nasarte en 15a       |
| Nasarte en 17a   | Nasarte en 17a y 19a |
| Nasarte en 19a   | Leno                 |
| Leno             | Címbala              |
| Címbala          | Corneta V            |
| Trompeta Real    | Trompeta Real        |
| Bajoncillo       | Trompeta Magna       |
| (-)              | Obue                 |